# 대한민국 제3대 민의원 전반기 의장단 선거
제3대 민의원 전반기 의장단 선거는 1954년 6월 9일에 실시되었다.
선거 결과 초선의 이기붕 자유당 의원이 민의원의장에, 초선의 최순주 자유당 의원과 3선의 곽상훈 무소속 의원이 민의원부의장에 선출되었다.
1954년 제3대 민의원의원 총선거 결과 집권 여당인 자유당과 무소속 의원들이 원내 양대 세력을 형성하였으며, 제1야당 민주국민당은 15석으로 단체교섭회도 구성치 못하게 되었다. 이같은 상황에서 과반 의석을 점하고 있던 자유당에서 1석의 부의장은 무소속 측에 양보한다는 방침을 세움으로써 자유당에서 민의원의장과 1석의 민의원부의장, 무소속 측에서 1석의 민의원부의장을 차지케 되었다.

## 선거 제도
민의원의장 및 민의원부의장 선거에서 당선자는 재적 의원 2/3 이상의 출석과 출석 의원 과반수의 찬성으로 결정하도록 되어있었다. 만약 1차 투표 결과 과반을 득표한 후보가 없을 시 2차 투표를 해야 했으며, 2차 투표에서도 과반을 득표한 후보가 없을 시 상위 득표자 2인에 대하여 결선 투표를 실시해 최다 득표자를 당선자로 하도록 되어 있었다.

## 후보
자유당은 6월 7일 당선자 총회를 열고 이기붕 의원을 민의원의장 후보로 결정하였으며, 다음 날인 6월 8일 최순주 의원을 민의원부의장 후보로 결정하였다. 당초 자유당은 의장직과 2개의 부의장직을 모두 독식하기로 하고 윤성순, 이재학, 최순주, 박영출 등 4명을 출마시킬 방침을 세웠으나, 논의 끝에 부의장 한 곳은 무소속에 양보하기로 결정하였다. 이로써 부의장 한 명은 최순주 등 이기붕계에서, 다른 한 명은 박영출 등 삼우장계에서 차지해 당내 파벌 안배를 이루게 하려던 원래의 계획은 백지화되었다.
민주국민당은 6월 4일 중앙당 간부 회의를 열고 신익희 당 최고위원을 민의원의장 후보로 추대하였다. 민주국민당은 민의원부의장 후보는 내지 않았으나, 신익희 최고위원이 민의원의장 선거에서 패할 경우 즉석에서 부의장 후보를 정할 것을 고려하는 것으로 알려졌다.
무소속의 장택상 전 부의장은 신익희 의원이 자신과 연대를 해준다면 자신에게 당선 가능성이 있다며 민의원의장 선거 출마를 선언하였다. 장택상 의원은 자유당 내에 14명 정도는 자신의 계파이며, 민주국민당만 표를 몰아준다면 무소속 의원들의 지지를 바탕으로 당선될 수 있다고 자신하였다. 장택상 의원은 실제로 신익희 의원 측과 1차 투표에서 자유당의 이기붕 의원이 과반 득표에 실패할 시 2차 투표에서 단일화를 추진하기로 한 것으로 알려졌다.
자유당으로부터 입당 및 부의장 후보 제의를 받았으나 거절한 대한국민당 소속의 윤치영 전 부의장 역시 민의원의장 혹은 부의장 경선에 출마할 것으로 알려졌으나 윤치영 전 부의장은 "정부를 견제해나가야 할 국회의 의장이 정부에 유유낙낙으로 순종하는 여당 인물이어서는 안 된다"며 이를 부인하였다. 윤치영 전 부의장이 의장 선거 뿐 아니라 부의장 선거에도 불출마할 시 자유당에서 무소속 측에 양보키로 한 1석의 부의장에는 곽상훈 의원이 유력한 것으로 알려져 있었다.

## 선거 결과

### 민의원의장 선거
서울특별시 서대문구 을 지역구의 이기붕 자유당 의원이 당선되었다.
| 후보     | 소속       | 득표 | %    | 비고 |
| -------- | ---------- | ---- | ---- | ---- |
| 이기붕   | 자유당     | 124  | 62.3 | 당선 |
| 신익희   | 민주국민당 | 52   | 26.1 |      |
| 장택상   | 무소속     | 15   | 7.5  |      |
| 윤치영   | 무소속     | 7    | 3.5  |      |
| 이인     | 대한국민당 | 1    | 0.5  |      |
| 총투표수 | 총투표수   | 199  | 100  |      |

### 자유당 몫 민의원부의장 선거
충청북도 영동군 지역구의 최순주 자유당 의원이 당선되었다.
| 후보     | 소속       | 득표 | %    | 비고 |
| -------- | ---------- | ---- | ---- | ---- |
| 최순주   | 자유당     | 125  | 62.8 | 당선 |
| 곽상훈   | 무소속     | 29   | 14.6 |      |
| 윤치영   | 무소속     | 15   | 7.5  |      |
| 조병옥   | 민주국민당 | 12   | 6.0  |      |
| 장택상   | 무소속     | 4    | 2.0  |      |
| 황성수   | 자유당     | 3    | 1.5  |      |
| 김도연   | 민주국민당 | 2    | 1.0  |      |
| 김원규   | 자유당     | 1    | 0.5  |      |
| 신익희   | 민주국민당 | 1    | 0.5  |      |
| 이재학   | 자유당     | 1    | 0.5  |      |
| 장석윤   | 무소속     | 1    | 0.5  |      |
| 기권     | 기권       | 1    | 0.5  |      |
| 무효     | 무효       | 2    | 1.0  |      |
| 총투표수 | 총투표수   | 199  | 100  |      |

### 무소속 몫 민의원부의장 선거
경기도 인천시 을 지역구의 곽상훈 무소속 의원이 당선되었다.
| 후보     | 소속       | 득표 | %    | 비고 |
| -------- | ---------- | ---- | ---- | ---- |
| 곽상훈   | 무소속     | 162  | 81.4 | 당선 |
| 윤치영   | 무소속     | 16   | 8.0  |      |
| 조병옥   | 민주국민당 | 9    | 4.5  |      |
| 이인     | 대한국민당 | 4    | 2.0  |      |
| 장택상   | 무소속     | 3    | 1.5  |      |
| 황성수   | 자유당     | 2    | 1.0  |      |
| 김두한   | 무소속     | 1    | 0.5  |      |
| 기권     | 기권       | 2    | 1.0  |      |
| 총투표수 | 총투표수   | 199  | 100  |      |